# Owaq
Owaq is een bestuurslaag in het regentschap Aceh Tengah van de provincie Atjeh, Indonesië. Owaq telt 846 inwoners (volkstelling 2010).